# Lazar Marković
Lazar Marković (Servisch: Лазар Марковић) (Čačak, 2 maart 1994) is een Servisch voetballer die meestal als linksbuiten speelt. Marković debuteerde in 2012 in het Servisch voetbalelftal.

## Clubcarrière

### Partizan
Marković werd op twaalfjarige leeftijd opgenomen in de jeugdopleiding van FK Partizan. Dat haalde hem op 29 mei 2011 bij de selectie van het eerste team, waar hij rugnummer 50 kreeg. Op 1 juli 2011 tekende Marković een vijfjarig contract bij Partizan. Daarvoor scoorde hij op 13 augustus van dat jaar zijn eerste doelpunt voor Partizan, tegen Novi Pazar. Marković speelde 26 wedstrijden voor Partizan in het seizoen 2011-2012 en scoorde daarin zes doelpunten. Hij werd verkozen tot Partizans Speler van het Jaar. In de eerste seizoenshelft werd Marković Beste Debutant genoemd in de Servische Superliga. Hij haalde ook het Elftal van het Jaar. Marković behaalde drie landskampioenschappen met Partizan en werd twee keer verkozen in het Elftal van het Jaar.

### Benfica
Op 10 juni 2013 maakte SL Benfica de komst van Marković bekend. Hij tekende een vijfjarig contract bij de club uit de Portugese hoofdstad. De transferprijs bedroeg 10 miljoen euro. Bij de Portugese club won Marković zowel de landstitel, de nationale beker als de ligabeker. In de Europa League sneuvelde Benfica in de finale, waarin Marković geschorst was. Marković werd zowel in januari als februari 2014 verkozen tot Speler van de Maand in de Primeira Liga. Ook werd hij opgenomen in het Team van het Seizoen in de Europa League.

### Liverpool & RSC Anderlecht
Na een jaar in Portugal vertrok Marković op 16 juli 2014 naar Liverpool, dat 25 miljoen euro voor hem betaalde. Hier lukte het hem in zijn eerste seizoen niet om basisspeler te worden. Liverpool verhuurde Marković in augustus 2015 voor een jaar aan Fenerbahçe SK. In 2018 werd Marković uitgeleend aan RSC Anderlecht.

### Fulham en Partizan
Hij verruilde begin 2019 Liverpool FC voor Fulham FC. Hij kwam tot één optreden en degradeerde met de club uit de Premier League. In september 2019 sloot hij wederom aan bij FK Partizan.

### Turkije en VAE
In 2022 vertrok hij naar Turkije. Gaziantep FK leende hem in 2023 uit aan Trabzonspor. In 2024 vertrok hij naar Baniyas in de Verenigde Arabische Emiraten.

## Clubstatistieken
| Seizoen | Club                | Competitie         | Competitie | Competitie | Beker | Beker | Europa | Europa | Totaal | Totaal |
| Seizoen | Club                | Competitie         | Wed.       | Dlp.       | Wed.  | Dlp.  | Wed.   | Dlp.   | Wed.   | Dlp.   |
| ------- | ------------------- | ------------------ | ---------- | ---------- | ----- | ----- | ------ | ------ | ------ | ------ |
| 2010/11 | Partizan            | Superliga          | 1          | 0          | 0     | 0     | 0      | 0      | 1      | 0      |
| 2011/12 | Partizan            | Superliga          | 26         | 6          | 3     | 1     | 4      | 0      | 33     | 7      |
| 2012/13 | Partizan            | Superliga          | 19         | 7          | 0     | 0     | 12     | 0      | 31     | 7      |
| 2013/14 | SL Benfica          | Primeira Liga      | 26         | 5          | 10    | 1     | 13     | 1      | 49     | 7      |
| 2014/15 | Liverpool           | Premier League     | 19         | 2          | 11    | 1     | 4      | 0      | 34     | 3      |
| 2015/16 | → Fenerbahçe        | Süper Lig          | 14         | 0          | 5     | 1     | 2      | 1      | 21     | 2      |
| 2016/17 | → Sporting Lissabon | Primeira Liga      | 6          | 1          | 2     | 0     | 5      | 0      | 13     | 1      |
| 2016/17 | → Hull City         | Premier League     | 12         | 2          | 2     | 0     | 0      | 0      | 14     | 2      |
| 2017/18 | Liverpool           | Premier League     | 0          | 0          | 0     | 0     | 0      | 0      | 0      | 0      |
| 2017/18 | → RSC Anderlecht    | Jupiler Pro League | 8          | 1          | 0     | 0     | 0      | 0      | 8      | 1      |
| 2018/19 | Liverpool           | Premier League     | 0          | 0          | 0     | 0     | 0      | 0      | 0      | 0      |
| Totaal  | Totaal              | Totaal             | 131        | 24         | 33    | 4     | 40     | 2      | 204    | 30     |

## Servië
Marković nam deel aan het Europees kampioenschap voetbal onder 17 in 2010 en het Europees kampioenschap voetbal onder 17 in 2011 dat werd georganiseerd in Marković' geboorteland Servië.
Marković sloeg de -19 over en werd meteen geselecteerd voor de kwalificatiewedstrijden voor het Europees kampioenschap voetbal onder 21 in 2013. Hij debuteerde op 11 oktober 2011. Servië werd groepswinnaar in een groep met Denemarken, Macedonië, Noord-Ierland en Faeröer, waardoor Servië mocht deelnemen aan het EK voor spelers onder de 21 jaar. Marković behoorde tot een selectie met onder anderen Matija Nastasić en Filip Đuričić.
Op 24 februari 2012 werd Marković opgeroepen voor het Servisch voetbalelftal voor vriendschappelijke wedstrijden tegen Armenië en Cyprus. Hij debuteerde op zeventienjarige leeftijd tegen Armenië en was daarmee de jongste debutant in het Servisch nationaal elftal ooit. Op 14 november 2012 scoorde hij in de AFG Arena in het Zwitserse St. Gallen zijn eerste doelpunt voor Servië, in een vriendschappelijke wedstrijd tegen Chili.
Interlands
| Interlands van Lazar Marković voor Servië | Interlands van Lazar Marković voor Servië | Interlands van Lazar Marković voor Servië | Interlands van Lazar Marković voor Servië | Interlands van Lazar Marković voor Servië | Interlands van Lazar Marković voor Servië | Interlands van Lazar Marković voor Servië |
| №                                         | Datum                                     | Wedstrijd                                 | Uitslag                                   | Soort wedstrijd                           | Doelpunten                                | Assists                                   |
| Als speler bij FK Partizan                | Als speler bij FK Partizan                | Als speler bij FK Partizan                | Als speler bij FK Partizan                | Als speler bij FK Partizan                | Als speler bij FK Partizan                | Als speler bij FK Partizan                |
| ----------------------------------------- | ----------------------------------------- | ----------------------------------------- | ----------------------------------------- | ----------------------------------------- | ----------------------------------------- | ----------------------------------------- |
| 1.                                        | 28 februari 2012                          | Armenië – Servië                          | 0 – 2                                     | Vriendschappelijk                         | 0                                         | 0                                         |
| 2.                                        | 15 augustus 2012                          | Servië – Ierland                          | 0 – 0                                     | Vriendschappelijk                         | 0                                         | 0                                         |
| 3.                                        | 11 september 2012                         | Servië – Wales                            | 6 – 1                                     | Kwalificatie WK 2014                      | 0                                         | 0                                         |
| 4.                                        | 12 oktober 2012                           | Servië – België                           | 0 – 3                                     | Kwalificatie WK 2014                      | 0                                         | 0                                         |
| 5.                                        | 16 oktober 2012                           | Macedonië – Servië                        | 1 – 0                                     | Kwalificatie WK 2014                      | 0                                         | 0                                         |
| 6.                                        | 14 november 2012                          | Chili – Servië                            | 1 – 3                                     | Vriendschappelijk                         | 1                                         | 0                                         |
| 7.                                        | 7 juni 2013                               | België – Servië                           | 2 – 1                                     | Kwalificatie WK 2014                      | 0                                         | 0                                         |
| Als speler bij SL Benfica                 |                                           |                                           |                                           |                                           |                                           |                                           |
| 8.                                        | 6 september 2013                          | Servië – Kroatië                          | 1 – 1                                     | Kwalificatie WK 2014                      | 0                                         | 0                                         |
| 9.                                        | 10 september 2013                         | Wales – Servië                            | 0 – 3                                     | Kwalificatie WK 2014                      | 1                                         | 0                                         |
| 10.                                       | 5 maart 2014                              | Ierland – Servië                          | 1 – 2                                     | Vriendschappelijk                         | 0                                         | 0                                         |
| 11.                                       | 26 mei 2014                               | Servië – Jamaica                          | 2 – 1                                     | Vriendschappelijk                         | 0                                         | 0                                         |
| 12.                                       | 1 juni 2014                               | Panama – Servië                           | 1 – 1                                     | Vriendschappelijk                         | 0                                         | 0                                         |
| 13.                                       | 6 juni 2014                               | Brazilië – Servië                         | 1 – 0                                     | Vriendschappelijk                         | 0                                         | 0                                         |
| Als speler bij Liverpool                  |                                           |                                           |                                           |                                           |                                           |                                           |
| 14.                                       | 7 september 2014                          | Servië – Frankrijk                        | 1 – 1                                     | Vriendschappelijk                         | 0                                         | 0                                         |
| 15.                                       | 11 oktober 2014                           | Armenië – Frankrijk                       | 1 – 1                                     | Kwalificatie EK 2016                      | 0                                         | 0                                         |
| 16.                                       | 14 november 2014                          | Servië – Denemarken                       | 1 – 3                                     | Kwalificatie EK 2016                      | 0                                         | 0                                         |
| 17.                                       | 18 november 2014                          | Griekenland – Servië                      | 0 – 2                                     | Vriendschappelijk                         | 0                                         | 0                                         |
| 18.                                       | 29 maart 2015                             | Portugal – Servië                         | 2 – 1                                     | Kwalificatie EK 2016                      | 0                                         | 0                                         |
| 19.                                       | 7 juni 2015                               | Servië – Azerbeidzjan                     | 4 – 1                                     | Vriendschappelijk                         | 1                                         | 0                                         |
| 20.                                       | 13 juni 2015                              | Denemarken – Servië                       | 2 – 0                                     | Kwalificatie EK 2016                      | 0                                         | 0                                         |
| Als speler bij Fenerbahçe SK              |                                           |                                           |                                           |                                           |                                           |                                           |
| 21.                                       | 7 september 2015                          | Frankrijk – Servië                        | 2 – 1                                     | Vriendschappelijk                         | 0                                         | 0                                         |

## Persoonlijk
Lazar heeft twee oudere broers die ook betaald voetbal spelen, Saša Marković en Filip Marković.

## Erelijst
| Competitie        |                   |                                 |                   |                   |
| Competitie        | Aantal            | Jaren                           |                   |                   |
| Partizan Belgrado | Partizan Belgrado | Partizan Belgrado               | Partizan Belgrado | Partizan Belgrado |
| ----------------- | ----------------- | ------------------------------- | ----------------- | ----------------- |
| Superliga         | 3x                | 2010-2011, 2011-2012, 2012-2013 |                   |                   |
| SL Benfica        |                   |                                 |                   |                   |
| Primeira Liga     | 1x                | 2013-2014                       |                   |                   |
| Taça de Portugal  | 1x                | 2013-2014                       |                   |                   |
| Taça da Liga      | 1x                | 2013-2014                       |                   |                   |

| Individueel                             |    |                             |
| Superliga Elftal van het Jaar           | 2x | 2011-2012, 2012-2013        |
| SJPF Speler van de Maand                | 2x | januari 2014, februari 2014 |
| UEFA Europa League Team van het Seizoen | 1x | 2013-2014                   |